# Omalus stella
Omalus stella (лат. ) — вид ос-блестянок рода Omalus из подсемейства Chrysidinae (триба Elampini). Китай (Xinjiang), Таджикистан.

## Описание
Мелкие осы-блестянки с коротким и широким телом (3,5-4,2 мм). Длина передних крыльев 2,5-3,0 мм. Основная окраска зелёная с золотистым блеском (усики чёрные; скапус и ноги зелёные). Пунктировка груди не глубокая. Жгутик усика посредине не утолщенный. Жвалы трёхзубчатые. Коготки с 3 зубцами. Задний край третьего тергита брюшка с вырезкой. Брюшко блестящее. Гнездовые паразиты одиночных ос и пчёл. Вид был впервые описан в 1954 году советскими энтомологами Андреем Петровичем Семеновым-Тянь-Шанским и Марией Николаевной Никольской (ЗИН АН СССР, Ленинград). Валидный статус был подтверждён в ходе ревизии китайской фауны итальянским гименоптерологом (Paolo Rosa; Bernareggio, Италия) и китайскими коллегами На-Сен Веем (Na-Sen Wei; Guangdong Academy of Forestry, Гуанчжоу, Китай) и Цай-Фу Сю (Zai-Fu Xu; Department of Entomology, South China Agricultural University, Гуанчжоу, Китай).